# جون توكي
جون وايلدر توكي (16 يونيو 1915-26 يوليو 2000) هو عالم رياضيات وإحصائي أمريكي، اشتهر بتطوير خوارزمية تحويل فورييه السريع (FFT) ومخطط الصندوق، واختبار مدي توكي، وتوزيع توكي لمبدا، واختبارتوكي للجمع، كما يُنسب إليه الفضل في صياغة مصطلح "بت" وأول من استخدم كلمة software التي تعني برمجية.

## سيرة ذاتية
ولد توكي في نيو بيدفورد، ماساتشوستس عام 1915، لأب لاتيني يعمل بمجال التدريس. تلقى تعليمه أساسًا على يد والدته وحضر دروسًا منتظمة لبعض المواد فقط مثل الفرنسية. حصل توكي على درجة البكالوريوس في عام 1936 وماجستير في الكيمياء عام 1937 من جامعة براون، قبل أن ينتقل إلى جامعة برينستون، حيث حصل في عام 1939 على درجة الدكتوراه في الرياضيات.
خلال الحرب العالمية الثانية، عمل توكي في مكتب أبحاث مكافحة الحرائق وتعاون مع صموئيل ويلكس وويليام كوكران. بعد الحرب عاد إلى برينستون وقسم وقته بين الجامعة والمختبرات. في عام 1962 اُنتخب توكي في الجمعية الفلسفية الأمريكية وأصبح أستاذًا متفرغًا في سن الخامسة والثلاثين ورئيسًا مؤسسًا لقسم الإحصاء في برينستون في عام 1965.
من بين العديد من المساهمات في المجتمع المدني، عمل في لجنة مع الرابطة الأمريكية للإحصاء التي أصدرت تقريرًا ينتقد المنهجية والمشكلات الإحصائية لتقرير كينزي حول السلوك الجنسي لدى الذكور، والتي لخصت "الاختيار العشوائي أن ثلاثة أشخاص سيكونون الافضل من بين مجموعة مكونة من 300 شخص اختارهم السيد كينزي ".
من 1960 إلى 1980، ساعد توكي في تصميم استطلاعات شبكة NBC التلفزيونية المستخدمة للتنبؤ بالانتخابات وتحليلها، وكان أيضًا مستشارًا لخدمة الاختبارات التعليمية لدى شركة زيروكس وميرك اند كو.
حصل على وسام العلوم الوطني من قبل الرئيس نيكسون في عام 1973. و وسام الشرف من IEEE في عام 1982 لمساهماته في التحليل الطيفي للعمليات العشوائية وخوارزمية تحويل فورييه السريع (FFT).
تقاعد توكي في عام 1985. وتوفي في نيو برونزويك، نيو جيرسي، في 26 يوليو 2000.

## المساهمات العلمية
في بداية حياته المهنية، عمل توكي على تطوير الأساليب الإحصائية للحواسيب في مختبرات بل، حيث اخترع مصطلح "البت" في عام 1947.
وكانت اهتماماته الإحصائية كثيرة ومتنوعة. يُذكر بشكل خاص لتطويره مع جيمس كولي لخوارزمية Cooley – Tukey FFT. في عام 1970، ساهم بشكل كبير في ما يعرف اليوم باسم السكين - والذي يُطلق عليه أيضًا سكين كوينوي-توكي. قدم مخطط الصندوق في كتابه عام 1977، "تحليل البيانات الاستكشافية".
اختبار مدى توكي، توزيع توكي لامدا، اختبار توكي للجمع، ليما توكي، ونافذة توكي كلها تحمل اسمه. وهو أيضًا مبتكر العديد من الأساليب غير المعروفة مثل الخط الثلاثي المتوسط والوسيط، وهو بديل أسهل للانحدار الخطي.
في عام 1974، طور مع جيروم فريدمان مفهوم السعي للإسقاط.

## تحليل البيانات وأسس علم البيانات
ساهم جون توكي بشكل كبير في الممارسة الإحصائية وتحليل البيانات بشكل عام. في الواقع، يعتبر البعض أن جون توكي هو والد علم البيانات. على أقل تقدير، كان رائدًا في العديد من الأسس الرئيسة لما أصبح يعرف فيما بعد بعلم البيانات.